# Horst Lange
Horst Lange (* 6. Oktober 1904 in Liegnitz; † 6. Juli 1971 in München) war ein deutscher Schriftsteller.
Bekannt wurde Lange vor allem durch seinen 1937 erschienenen Roman Schwarze Weide, der von Wolfgang Koeppen als „bedeutendste epische Aussage der Hitlerzeit, die mit dieser Zeit selbst nichts zu tun hatte“ und von Hans Dieter Schäfer als „bedeutendster Roman der nicht emigrierten Autoren“ bezeichnet wurde. Langes Erzählung Die Leuchtkugeln wurde von Carl Zuckmayer als „das beste und menschlichste Kriegsbuch des Zweiten Weltkriegs“ gelobt.

## Leben

### Herkunft und Jugend
Horst Lange wurde als erster Sohn des Regimentsschreibers und Vizefeldwebels Ernst Lange in der Kaserne des Königsgrenadier-Regiments Nr. 7 geboren, in der er sich als Kind oft aufhielt. Das Erlebnis des Zusammenhaltes und der Hilfsbereitschaft der Soldaten beeinflusste ihn schon früh und schlug sich vor allem in seinem Roman Ulanenpatrouille nieder. Obwohl er sich später über die Primitivität und Grobheit seiner Kameraden im Zweiten Weltkrieg beklagen sollte, machte er doch das humane Wort „Den andern aus der Feuerlinie holen“ zu seinem Wahlspruch und Maßstab zur Beurteilung der Menschen, denen er begegnete.
Die feuchte und moorige Landschaft, in der Lange aufwuchs, prägte ihn. In der oft überfluteten Niederung bei Liegnitz, „Bruch“ genannt, liegt auch der kleine Fluss „Schwarze Weide“, der Langes erstem und bekanntestem Roman den Titel gab.

### Schulzeit, Bauhaus
Lange besuchte in Liegnitz die Oberrealschule. 1921 mussten aufgrund eines Landarbeiterstreiks die Schüler bei der Ernte helfen. Bei dieser Gelegenheit verdiente Lange genug, um heimlich das Elternhaus verlassen und nach Weimar fahren zu können. Er wollte am Bauhaus seinen Traum verwirklichen und Maler werden.
Lange lernte dort unter anderen Paul Klee und dessen Frau Lily kennen. Walter Gropius, der Langes Begabung für das Schreiben erkannt hatte, riet ihm nach einigen Versuchen vom Studium der Malerei ab. Lange wurde von seinem Vater nach Liegnitz zurückgeholt, wo er das Abitur bestand.
Trotz seines gescheiterten Versuches, Malerei zu studieren, malte und zeichnete Lange sein Leben lang, auch einäugig nach Erblinden des linken Auges im Zweiten Weltkrieg. Die nach dem Krieg entstandenen Bilder und Zeichnungen befinden sich heute im Bestand der Handschriften-Abteilung der Münchener Stadtbibliothek. Langes Begabung für die Malerei äußerte sich auch in den Landschaftsschilderungen und der farbigen Anschaulichkeit seiner literarischen Arbeiten.

### Studienzeit
1925 begann Horst Lange in Berlin das Studium der Kunstgeschichte, Literaturgeschichte und Theaterwissenschaft; außerdem studierte er Philosophie und Philologie. Um die gleiche Zeit begann er zu publizieren, zuerst in der Deutschen Allgemeinen Zeitung. Er lernte den Verleger Victor Otto Stomps kennen und lieferte einige Beiträge sowie einen Linolschnitt für das Signet zu dessen Literaturzeitschrift Der Fischzug, von der nur wenige Ausgaben im Laufe des Jahres 1926 erschienen.
Um die gleiche Zeit schloss er an der Universität Freundschaft mit Günter Eich und Martin Raschke. Raschke war zusammen mit A. Artur Kuhnert Herausgeber der von 1929 bis 1932 erschienenen Literaturzeitschrift Die Kolonne, zu der auch Horst Lange Beiträge liefern und deren Lyrikpreis er 1932 zusammen mit Peter Huchel erhalten sollte.
Aus finanziellen Gründen musste er vor Abschluss seines Studiums Berlin verlassen und nach Liegnitz zurückkehren. Von dort fuhr er regelmäßig nach Breslau zur Universität. Sein Studium beendete er nicht, seine Doktorarbeit über den schlesischen Spätbarock-Maler Michael Lukas Willmann wurde nicht angenommen.

### Flucht nach Berlin
In dieser Zeit, im Herbst 1930, lernte er die Lyrikerin Oda Schaefer kennen. Sie war nach ihrer Scheidung vom Maler Albert Schaefer-Ast von Berlin nach Liegnitz gekommen, um sich von einer Krankheit zu erholen. Unter großer Geheimhaltung fassten sie den Plan, gemeinsam nach Berlin zu gehen. Am 1. Mai 1931 fuhren sie „in das Ungewisse“, wie Oda Schaefer später schreiben sollte.
Hier lebte Horst Lange als freier Schriftsteller. Er arbeitete an Stomps’ Literaturzeitschrift Der weiße Rabe mit, die in den Jahren 1932 bis 1934 erschien. 1933 war er für eine Ausgabe über „Landschaftliche Dichtung“ als Redakteur verantwortlich. Unter dem Pseudonym Konrad Ostendorfer veröffentlichte er in diesem Heft eine eigene Arbeit mit dem Titel Die Ziegelei. Im selben Jahr erschien Langes Erzählung Die Gepeinigten in Stomps’ Verlag Rabenpresse.
Zu dem literarischen Kreis, der sich um Stomps kristallisierte, gehörten neben Lange und seiner späteren Frau Oda Schaefer auch Huchel, Werner Bergengruen, für kurze Zeit Bertolt Brecht, Joachim Maass, Walther G. Oschilewski, Robert Seitz, Jens Heimreich, Rolf Bongs, Werner Helwig, Eberhard Meckel und Hans Gebser, der in der Schweiz als Philosoph Jean Gebser bekannt wurde.
Lange publizierte Erzählungen, Feuilletons, Gedichte und Rezensionen in verschiedenen Zeitungen, neben der Deutschen Allgemeinen Zeitung auch im Berliner Tageblatt und der kulturell bedeutenderen Vossischen Zeitung, in deren letzter Nummer Langes Erzählung Das Irrlicht vorabgedruckt wurde. Lange arbeitete auch für den Berliner Rundfunk bis zu dessen radikaler Polarisierung durch Joseph Goebbels 1936.

### Schwarze Weide
1933 heirateten Horst Lange und Oda Schaefer, wobei Günter Eich Trauzeuge war. Im selben Jahr begann Lange die Arbeit an seinem Erstlingsroman und Hauptwerk Schwarze Weide, den er selbst „als die Summe aller bisherigen Versuche, Bemühungen und Bestrebungen“ bezeichnete.
„Die Arbeit am Buch wurde zum Martyrium“, sollte seine Frau Oda Schaefer später schreiben. Die Gestalten des Romans verfolgten Lange bis in den Schlaf, er bekam schwere Beruhigungsmittel verordnet.
Die befreundete Dichterin Elisabeth Langgässer erkannte die Bedeutung des Romans, als die ersten drei Kapitel noch im Entstehen waren. Sie vermittelte einen Besuch des Verlegers Henry Goverts aus Hamburg und dessen Verlagsleiters Eugen Claassen, bei dem auch ein Vertrag zustande kam. Als der Roman 1937 bei Goverts erschien, machte er Lange sogleich bekannt. 1940 erschien Langes Roman Ulanenpatrouille, der im NSDAP-Zentralorgan Völkischer Beobachter positiv besprochen wurde. Lange schrieb auch Texte für die Krakauer Zeitung, das NS-Propagandablatt des Generalgouvernements. Lange, der einer Propagandakompanie der Wehrmacht angehörte, wurde im Dezember 1941 als Soldat vor Moskau schwer verwundet, wobei er das linke Auge verlor. In dieser Zeit war er schweren Repressalien seitens des Reichssicherheitshauptamtes ausgesetzt, da man ihn bezichtigte, „die Ostpolitik des Deutschen Reiches zu sabotieren“.
Nach dem Ende des Zweiten Weltkriegs schrieb Lange für die Neue Zeitung, die in der Amerikanischen Besatzungszone erschien. In der Sowjetischen Besatzungszone wurde Langes Die Leuchtkugeln (Goverts, Hamburg 1944) auf die Liste der auszusondernden Literatur gesetzt.
Als die Schwarze Weide 1954 zum zweiten Mal erschien, wurde sie von Schriftstellern wie Gottfried Benn, Günter Eich und Wolfgang Koeppen als Werk von bleibendem Rang eingestuft. Hans Dieter Schäfer beurteilte das Buch noch 1982 als „bedeutendsten Roman der nicht emigrierten Autoren“. Dennoch ist Horst Lange heute weitestgehend in Vergessenheit geraten. Dies mag zum Teil damit zusammenhängen, dass er nach dem Krieg im Gegensatz zu vielen seiner Kollegen keinen Anschluss an Projekte wie die Gruppe 47 suchte.

## Mitgliedschaft
- Von 1949 bis 1965: Deutsche Akademie für Sprache und Dichtung

## Auszeichnungen
- 1956: Ehrengabe des Kulturkreises der deutschen Wirtschaft[5]
- 1960: Andreas-Gryphius Preis[6]
- 1963: Literaturpreis der Bayerischen Akademie der Schönen Künste
- 1965: Tukan-Preis

## Werke
- Die Gepeinigten. Erzählung. Mit Holzschnitten von Joachim Karsch. Rabenpresse, Berlin 1933
- Zwölf Gedichte. Rabenpresse, Berlin 1933
- Schwarze Weide. Roman. Goverts, Hamburg 1937
- Auf dem östlichen Ufer. Zwei Erzählungen. Frundsberg, Berlin 1939
- Gesang hinter den Zäunen. Gedichte. Rabenpresse, Berlin 1939
- Ulanenpatrouille. Roman. Goverts, Hamburg 1940
- Das Irrlicht. Erzählung. Mit zweiunddreißig Zeichnungen von Alfred Kubin. Goverts, Hamburg 1943
- Die Leuchtkugeln. Drei Erzählungen. Goverts, Hamburg 1944
- Der Traum von Wassilikowa und Die Frau, die sich Helena wähnte..., Theaterstücke (Premiere 1946)
- Das Lied des Pirols. Romanfragment. Desch, München 1947
- Windsbraut. Erzählungen. Claassen & Goverts, Hamburg 1947
- Gedichte aus zwanzig Jahren. Piper, München 1948
- Am kimmerischen Strand. Erzählungen. Piper, München 1948
- Kephalos und Prokris. Eine Dichtung. Komödienfragment. Piper, München 1948
- Ein Schwert zwischen uns. Roman. Scherz & Goverts, Stuttgart/Hamburg 1952
- Verlöschende Feuer. Roman. Scherz & Goverts, Stuttgart, 1956
- Eine Geliebte aus Luft. Gedichte. Zeichnungen von Max Hauschield. Eremiten-Presse, Stierstadt 1956
- Aus dumpfen Fluten kam Gesang. Gedichte. Goverts, Stuttgart 1958
- Tagebücher aus dem Zweiten Weltkrieg. Mit einem Lebensbild Horst Langes von Oda Schaefer. Herausgegeben und kommentiert von Hans Dieter Schäfer. Hase & Köhler, Mainz 1979